# Орловка (Кармаскалинський район)
Орло́вка (рос. Орловка, башк. Орловка) — присілок у складі Кармаскалинського району Башкортостану, Росія. Входить до складу Підлубовської сільської ради.
Населення — 378 осіб (2010; 450 в 2002).
Національний склад:
- росіяни — 51 %